# Imepip
Imepip je histaminski agonist koji je specifičan za histaminski H3 receptor.